# 淡路市
淡路市（あわじし）は、兵庫県南部の淡路島北端から中央部にかけて位置する市。島の北側3分の1を占める。淡路県民局管轄区域。
世界最長の吊り橋明石海峡大橋を通じて神戸市と、明石海峡をはさんで航路で明石市と、市南部は洲本市と隣接しており、神戸都市圏（1.5%都市圏）に含まれる。

## 地理
北は明石海峡大橋で神戸市（本州）と繋がっており、南は洲本市と接している。大阪湾、播磨灘の海に挟まれ、多くの漁港や海水浴場がある。市内には大きな河川は無く、瀬戸内海式気候のため温暖で少雨のため農業用ため池が多く存在する。中央部には津名丘陵が走り（最高峰妙見山522m）、全面積の半分以上を山地が占める。市内を流れる川も津名丘陵の山々から流れ出している。1995年1月17日に発生した兵庫県南部地震では旧・北淡町が震源地となり、当市を含む周辺市町村で大きな被害を受けた（阪神・淡路大震災）。また、2013年4月13日に発生した淡路島付近を震源とするM6.3の地震では、最大震度の6弱を観測している。
- 山： 妙見山、常隆寺山、高倉山

### 気象
比較的降水量が少なく、温暖な瀬戸内海式気候である。
| 淡路市(郡家、標高5m、1991-2020)の気候                   | 淡路市(郡家、標高5m、1991-2020)の気候 | 淡路市(郡家、標高5m、1991-2020)の気候 | 淡路市(郡家、標高5m、1991-2020)の気候 | 淡路市(郡家、標高5m、1991-2020)の気候 | 淡路市(郡家、標高5m、1991-2020)の気候 | 淡路市(郡家、標高5m、1991-2020)の気候 | 淡路市(郡家、標高5m、1991-2020)の気候 | 淡路市(郡家、標高5m、1991-2020)の気候 | 淡路市(郡家、標高5m、1991-2020)の気候 | 淡路市(郡家、標高5m、1991-2020)の気候 | 淡路市(郡家、標高5m、1991-2020)の気候 | 淡路市(郡家、標高5m、1991-2020)の気候 | 淡路市(郡家、標高5m、1991-2020)の気候 |
| 月                                                      | 1月                                   | 2月                                   | 3月                                   | 4月                                   | 5月                                   | 6月                                   | 7月                                   | 8月                                   | 9月                                   | 10月                                  | 11月                                  | 12月                                  | 年                                    |
| ------------------------------------------------------- | ------------------------------------- | ------------------------------------- | ------------------------------------- | ------------------------------------- | ------------------------------------- | ------------------------------------- | ------------------------------------- | ------------------------------------- | ------------------------------------- | ------------------------------------- | ------------------------------------- | ------------------------------------- | ------------------------------------- |
| 最高気温記録 °C （°F）                                  | 20.8 (69.4)                           | 22.0 (71.6)                           | 24.2 (75.6)                           | 28.7 (83.7)                           | 31.4 (88.5)                           | 35.5 (95.9)                           | 38.0 (100.4)                          | 38.2 (100.8)                          | 36.0 (96.8)                           | 31.1 (88)                             | 25.8 (78.4)                           | 23.6 (74.5)                           | 38.2 (100.8)                          |
| 平均最高気温 °C （°F）                                  | 9.5 (49.1)                            | 10.0 (50)                             | 13.3 (55.9)                           | 18.8 (65.8)                           | 23.6 (74.5)                           | 26.7 (80.1)                           | 30.7 (87.3)                           | 32.4 (90.3)                           | 28.5 (83.3)                           | 23.1 (73.6)                           | 17.5 (63.5)                           | 12.1 (53.8)                           | 20.5 (68.9)                           |
| 日平均気温 °C （°F）                                    | 5.8 (42.4)                            | 5.9 (42.6)                            | 8.7 (47.7)                            | 13.7 (56.7)                           | 18.6 (65.5)                           | 22.5 (72.5)                           | 26.5 (79.7)                           | 27.8 (82)                             | 24.2 (75.6)                           | 18.7 (65.7)                           | 13.2 (55.8)                           | 8.3 (46.9)                            | 16.1 (61)                             |
| 平均最低気温 °C （°F）                                  | 1.6 (34.9)                            | 1.4 (34.5)                            | 3.8 (38.8)                            | 8.5 (47.3)                            | 13.7 (56.7)                           | 18.8 (65.8)                           | 23.2 (73.8)                           | 24.1 (75.4)                           | 20.4 (68.7)                           | 14.3 (57.7)                           | 8.6 (47.5)                            | 4.1 (39.4)                            | 11.9 (53.4)                           |
| 最低気温記録 °C （°F）                                  | −5.1 (22.8)                           | −5.2 (22.6)                           | −3.7 (25.3)                           | −0.9 (30.4)                           | 3.8 (38.8)                            | 9.4 (48.9)                            | 16.6 (61.9)                           | 16.7 (62.1)                           | 10.0 (50)                             | 3.9 (39)                              | 0.3 (32.5)                            | −4.3 (24.3)                           | −5.2 (22.6)                           |
| 降水量 mm （inch）                                      | 35.1 (1.382)                          | 47.1 (1.854)                          | 79.2 (3.118)                          | 85.8 (3.378)                          | 114.5 (4.508)                         | 154.5 (6.083)                         | 144.9 (5.705)                         | 94.4 (3.717)                          | 183.3 (7.217)                         | 139.8 (5.504)                         | 65.6 (2.583)                          | 52.9 (2.083)                          | 1,197.1 (47.13)                       |
| 平均降水日数 （≥1.0 mm）                                | 5.5                                   | 6.2                                   | 9.1                                   | 8.6                                   | 8.9                                   | 11.4                                  | 9.6                                   | 6.1                                   | 9.6                                   | 8.4                                   | 6.3                                   | 6.1                                   | 95.8                                  |
| 平均月間日照時間                                        | 156.9                                 | 156.3                                 | 191.9                                 | 205.1                                 | 212.5                                 | 160.8                                 | 200.2                                 | 245.0                                 | 171.6                                 | 175.5                                 | 152.0                                 | 145.1                                 | 2,173.1                               |
| 出典：気象庁 (平均値：1991年-2020年、極値：1978年-現在) |                                       |                                       |                                       |                                       |                                       |                                       |                                       |                                       |                                       |                                       |                                       |                                       |                                       |

### 人口
平成22年国勢調査より前回調査からの人口増減をみると、5.32%減の46,465人である。増減率は県下41市町中31位、49行政区域中39位。
| |                                        |  |
| 淡路市と全国の年齢別人口分布（2005年） | 淡路市の年齢・男女別人口分布（2005年） |  |
| ■紫色 ― 淡路市 ■緑色 ― 日本全国 | ■青色 ― 男性 ■赤色 ― 女性              |  |
| 淡路市（に相当する地域）の人口の推移 \| 1970年（昭和45年） \| 61,675人 \| \| \| 1975年（昭和50年） \| 59,298人 \| \| \| 1980年（昭和55年） \| 57,650人 \| \| \| 1985年（昭和60年） \| 56,306人 \| \| \| 1990年（平成2年） \| 54,643人 \| \| \| 1995年（平成7年） \| 53,235人 \| \| \| 2000年（平成12年） \| 51,884人 \| \| \| 2005年（平成17年） \| 49,078人 \| \| \| 2010年（平成22年） \| 46,459人 \| \| \| 2015年（平成27年） \| 43,977人 \| \| \| 2020年（令和2年） \| 41,967人 \| \| |                                        |  |
| 総務省統計局 国勢調査より |                                        |  |
| 1970年（昭和45年） | 61,675人                               |  |
| 1975年（昭和50年） | 59,298人                               |  |
| 1980年（昭和55年） | 57,650人                               |  |
| 1985年（昭和60年） | 56,306人                               |  |
| 1990年（平成2年） | 54,643人                               |  |
| 1995年（平成7年） | 53,235人                               |  |
| 2000年（平成12年） | 51,884人                               |  |
| 2005年（平成17年） | 49,078人                               |  |
| 2010年（平成22年） | 46,459人                               |  |
| 2015年（平成27年） | 43,977人                               |  |
| 2020年（令和2年） | 41,967人                               |  |

### 隣接している自治体・行政区
洲本市への通勤率は10.0%である（平成22年国勢調査）。
- 洲本市
- 神戸市（垂水区）:明石海峡大橋経由
- 明石市 : 淡路ジェノバラインを利用

大阪湾を挟んで隣接
- 大阪府
  - 泉佐野市
  - 田尻町
  - 泉南市

### 合併前の各町位置図

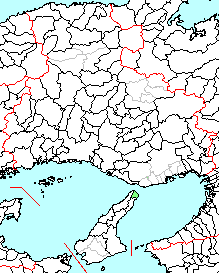
淡路町、
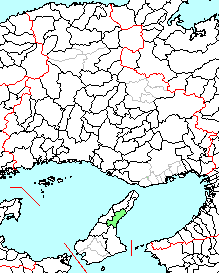
津名町、
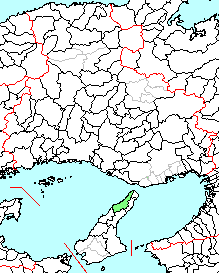
北淡町、
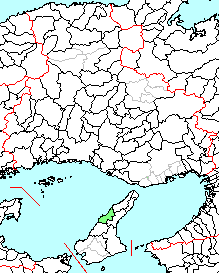
一宮町、
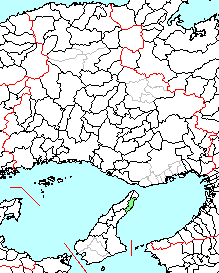
東浦町

## 歴史
- 2005年（平成17年）4月1日 - 津名郡淡路町、津名町、北淡町、一宮町、東浦町が合併し、淡路市が発足。同時に市章を制定する[2]。
- 2017年（平成29年）2月1日 - 市民の歌「輝く淡路市」が制定（後述）。
- 2020年（令和2年） - 翌年にかけて新型コロナウイルス感染症の感染が拡大。イベント等の自粛が行われる[5]。

## 行政
- 市長： 戸田敦大（2025年5月8日就任）

### 歴代
- 市長職務執行者 : 今津浩（旧・淡路町長）
- 初代： 門康彦（2005年 〜2025年）
- 二代： 戸田敦大（2025年〜）

### 市のシンボル

淡路市章

市章・市旗
市章は淡路市のイニシャルである「A」を図案化したものであり、明石海峡大橋をイメージしている。市旗も白地に市章を配したものである。
市歌
2017年（平成29年）2月1日に「市民の歌」として「輝く淡路市」が制定されている。作詞は市在住もしくは出身者を対象に公募を実施し、83編の応募作から選定されたもので旋律は歌詞の選定後に市内の音楽関係者を対象とするコンペティションを実施して決定された。
作詞：保田昌彦 補作：槙映二 作曲：大江浩志 編曲：山田恵範
- 淡路市民の歌の制定について

### 国の施設
- 大阪湾海上交通センター
- 海上自衛隊仮屋磁気測定所

### 県の施設
- 兵庫県洲本農林水産振興事務所北淡路農業改良普及センター
- 兵庫県動物愛護センター淡路支所
- 兵庫県淡路警察署

## 議会

### 淡路市議会
- 定数：18
- 任期：2021年8月10日 - 2025年7月31日
- 議長：土井晴夫（公明党）
- 副議長：冨永康文（結いの会）

合併当初は旧5町の町議会議員が在任特例により67人が在職となった。2005年7月3日実施の市議会議員選挙によって定数が28人となり、2009年7月5日実施の市議会議員選挙で定数が8人減って20人となった。2013年7月21日（第23回参議院議員通常選挙と同日実施）の市議会議員選挙では定数が2人減って18人になった。

#### 会派構成
（2023年8月8日現在）
| 会派名       | 議員数 |
| ------------ | ------ |
| 日本共産党   | 2      |
| 公明党       | 2      |
| 結いの会     | 4      |
| 淡路クラブ   | 4      |
| 住民目線の会 | 4      |
| 無会派       | 2      |
| 計           | 18     |

### 兵庫県議会
- 原哲明（自由民主党・5期目）

淡路市で1つの選挙区（淡路市選挙区）を有し、定数は1である。洲本市・五色町の合併に伴い2006年2月11日以降、淡路市1市で1つの選挙区となった。

### 衆議院
- 選挙区：兵庫9区（明石市、洲本市、南あわじ市、淡路市）
- 任期：2024年10月27日 - 2028年10月26日
- 投票日：2024年10月27日
- 当日有権者数：360,121人
- 投票率：55.45％

| 当落 | 候補者名   | 年齢 | 所属党派     | 新旧別 | 得票数   | 重複 |
| ---- | ---------- | ---- | ------------ | ------ | -------- | ---- |
| 当   | 西村康稔   | 62   | 無所属       | 前     | 88,676票 |      |
| 比当 | 橋本慧悟   | 35   | 立憲民主党   | 新     | 70,738票 | ○    |
|      | 加古貴一郎 | 61   | 日本維新の会 | 新     | 25,515票 | ○    |
|      | 高田良信   | 78   | 日本共産党   | 新     | 9,653票  |      |

## 経済

### 第一次産業

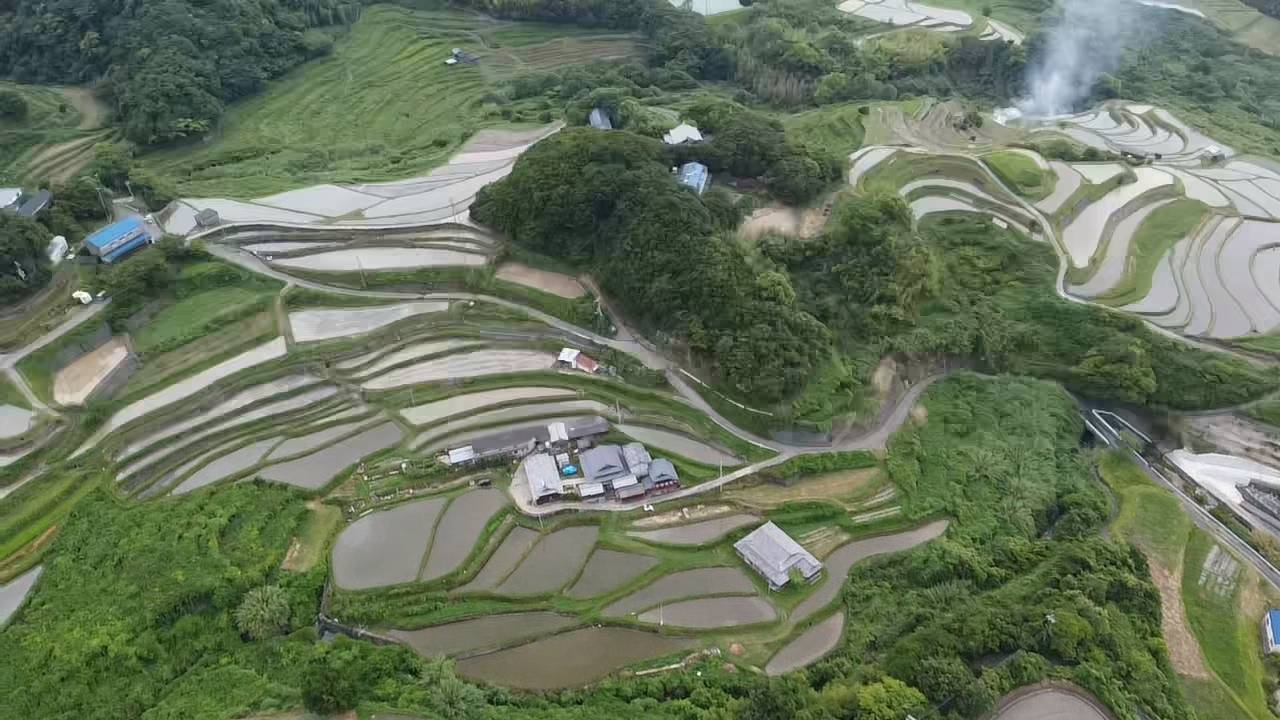
「石田の棚田」。淡路島は慢性的な水不足を解決するために、数多くの溜池が造られてきた。溜池と棚田、瀬戸内海（播磨灘）が一体となる景観は、米づくりに寄与するとともに淡路島北部特有の景観を形作っている。

- 農業（米、玉葱、カーネーション、びわ、みかん、いちじく等）、畜産業（淡路牛）
- 漁業、水産業（鯛、タコ、カレイ、太刀魚、鱧、わかめ、海苔等）

### 第二次産業
- 線香（淡路梅薫堂、菊寿堂、松竹堂香舗、大発、梅薫堂） - 昭和30年代から日本一　現在は全国生産量の約70%
- 瓦製造
- 吹き戻し（八幡光雲堂） - 日本のシェア約90%　吹き戻しの里では製作体験など
- パナソニックエナジー東浦（大磯）、パナソニックエナジー南淡津名工場（志筑・旧津名エレクトロニカ→三洋エナジー南淡津名工場）
- 東洋合成工業 淡路工場
- ミツ精機・ミツテック
- 山本光学淡路工場、北淡工場
- 兼松サステック淡路工場
- 沖物産
- ムネ製薬
- 三和製作所
- 近畿セラミックス
- プライミクス
- 淡路麺業

### 第三次産業
- パソナ 淡路島本社
- 主な商業施設
  - イオン淡路店
  - PLANT淡路店
  - マルナカ東浦店、一宮店（一宮店は元リベラルスーパーチェーン）
  - キンキスーパー（志筑本店、東浦店）
  - マイ・マート津名店、北淡店、北淡IC店、岩屋店（北淡IC、岩屋店は元リベラルスーパーチェーン）
  - 上新電機（ジョーシン津名店）
  - コーナン（津名店、淡路東浦店）
  - コメリ（HC津名店、東浦店）
- 主な金融機関
  - みなと銀行（岩屋、津名支店）
  - 関西みらい銀行（淡路島支店）
  - 淡路信用金庫（志筑・仮屋・岩屋・富島・室津・郡家支店） - 市指定金融機関
  - 淡陽信用組合（志筑・仮屋・岩屋・北淡・郡家支店）
  - 淡路日の出農業協同組合（本店・津名・生穂・東浦淡路・岩屋・北淡・育波・一宮支店）
  - なぎさ信用漁業協同組合連合会（淡路島支店）
- 主な宿泊施設
  - グランドニッコー淡路（旧・ウェスティンホテル淡路） - ウェスティンホテル時代の2002 FIFAワールドカップの際にイングランド代表チームが宿泊した。
  - 亀の井ホテル 淡路島
  - 海若の宿
  - アテーナ海月
  - パルシェ香りの館
  - 淡海荘

## 姉妹都市・提携都市

### 国内
- 奥尻町（北海道）
1996年3月24日 - 旧北淡町が姉妹都市提携
- 宍粟市（兵庫県）
1964年11月3日 - 旧一宮町が姉妹都市提携
- 建部町（岡山県）
1987年3月15日 - 旧東浦町が姉妹都市提携

### 海外
- パラナグア（ブラジル連邦共和国・パラナ州）
  - 1986年5月29日 旧津名町と姉妹都市提携。
- セントメリース市（英語版）（アメリカ合衆国・オハイオ州）
  - 2006年8月3日 姉妹都市提携
旧北淡町が1986年に姉妹都市協定を結んでいた。合併後あらためて淡路市として提携を結んだ。

## 地域

### 教育

#### 大学院
- 兵庫県立大学大学院 緑環境景観マネジメント研究科（兵庫県立淡路景観園芸学校）
- 関西看護医療大学大学院　看護学研究科

#### 大学
- 関西看護医療大学
- 神戸大学内海域環境教育研究センター

#### 専修学校
- 関西総合リハビリテーション専門学校

#### 高等学校

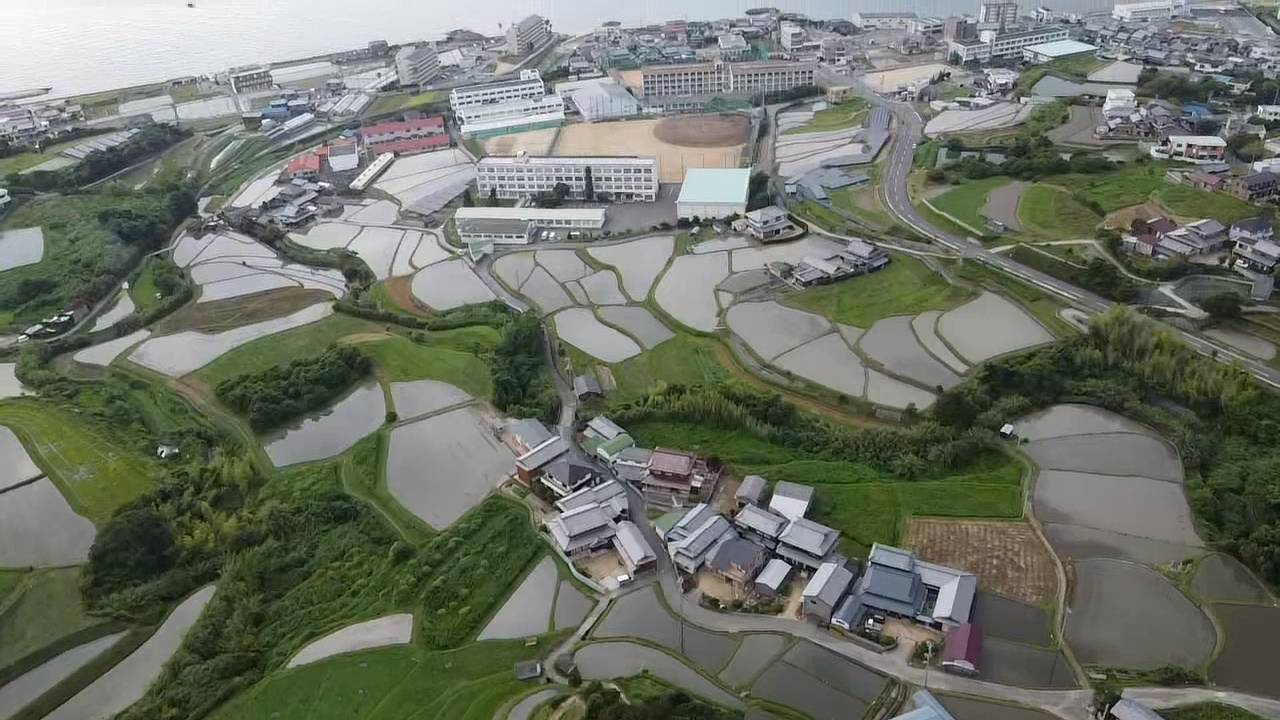
石田の棚田のすぐ隣に位置する兵庫県立津名高等学校

- 兵庫県立津名高等学校（普通科・文理探求科）
- 兵庫県立淡路高等学校（総合学科）
- AIE国際高等学校
- 相生学院高等学校淡路校（旧・神村学園高等部淡路校）

#### 小学校・中学校
小学校・中学校の通学区域は「淡路市立小学校及び中学校の通学区域に関する規則」による。
| 市立小学校           | 市立中学校         | 市立小学校         | 市立中学校         |
| -------------------- | ------------------ | ------------------ | ------------------ |
| 淡路市立津名東小学校 | 淡路市立津名中学校 | 淡路市立北淡小学校 | 淡路市立北淡中学校 |
| 淡路市立塩田小学校   | 淡路市立津名中学校 | 淡路市立一宮小学校 | 淡路市立一宮中学校 |
| 淡路市立志筑小学校   | 淡路市立津名中学校 | 淡路市立多賀小学校 | 淡路市立一宮中学校 |
| 淡路市立中田小学校   | 淡路市立津名中学校 | 淡路市立学習小学校 | 淡路市立東浦中学校 |
| 淡路市立大町小学校   | 淡路市立津名中学校 | 淡路市立浦小学校   | 淡路市立東浦中学校 |
| 淡路市立石屋小学校   | 淡路市立岩屋中学校 |                    |                    |

#### 学校教育以外の施設

##### 保育所
- 育波保育所
- 生穂保育所
- 一宮認定こども園
- 岩屋認定こども園
- 大町保育園
- 仮屋保育所
- 多賀保育所
- 浦保育所
- 釜口保育所
- 北淡認定こども園

- 志筑保育園
- 認定こども園恵泉保育園
- 佐野保育園

##### 兵庫県条例に基づく教育研究機関
- 兵庫県立淡路景観園芸学校（兵庫県立大学大学院緑環境景観マネジメント研究科）

### 医療機関
- 聖隷淡路病院
- 東浦平成病院
- 順心淡路病院（旧津名病院）
- 北淡路病院

### マスメディア
- 神戸新聞社・津名支局
- eo光テレビ（ケーブルテレビ）
- ラジオ関西・淡路送信所
- 北淡垂水中継局
- サンテレビジョン・津名中継局
- NHK神戸放送局・津名/淡路一宮中継局

## 交通

### 鉄道
市内には鉄道は通っていない。JTB時刻表には、津名港バス停 が中心駅(中央駅)として記載されている。

### バス

#### 高速バス
※太字は市内の高速バスのりば
- 淡路交通単独運行（この路線のみクローズドドアシステムではない）
  - 福良 - 津名一宮IC - 遠田 - 北淡IC - 本四仁井 - 東浦IC - 淡路IC - 高速舞子
- 淡路交通・神姫バス・西日本ジェイアールバス・本四海峡バス共同運行
  - （洲本温泉） - 洲本バスセンター - ワールドパークおのころ - 津名臨海公園 - しづかホール前 - 志筑 - 津名港 - （遠田 - 北淡IC - 本四仁井 - 東浦IC - 淡路ICまたはニジゲンノモリ）- 高速舞子 - （神戸三宮） - （新神戸駅） - （神戸空港） - （大阪国際空港 - 大阪駅 - OCAT）
  - 高田屋嘉兵衛公園 - 江井 - （伊弉諾神宮） -  郡家 - ガーブコスタオレンジ前 - 尾崎上の浜 - 幸せのパンケーキ前 - 室津 - 北淡IC - 本四仁井 - 東浦IC - 淡路IC - 高速舞子 - 神戸三宮 - （神戸空港）
  - 洲本バスセンター - ワールドパークおのころ - 津名臨海公園 - しづかホール前 - 志筑 - 津名港 - （遠田 - 北淡IC - 本四仁井 - 東浦IC - 淡路IC） - 高速舞子 - 学園都市駅
- 西日本ジェイアールバス・本四海峡バス共同運行
  - 大磯号（津名港 - 淡路市役所南 - 大谷 - 津名スポーツセンター前 - 野田 - 釜口 - 津田- 下田 - 南の町 - 久留麻 - 東浦事務所前） - 東浦バスターミナル  - 浦港 - 立石川 - 大磯港 - （淡路夢舞台/国道夢舞台）- （聖隷淡路病院） - 鵜崎 - 岩屋中学校前 - 高速舞子 -（三ノ宮 - 新神戸駅）
- みなと観光バス (南あわじ市)単独運行
  - 淡路島線 陸の港西淡 - 津名一宮IC - 北淡IC - 東浦IC - 淡路IC - 三ノ宮
- 徳島バス・南海バス・関西空港交通・本四海峡バス共同運行
  - 徳島駅 - 津名一宮IC - 東浦IC - 関西国際空港
- 西日本ジェイアールバス・本四海峡バス・徳島バス・ジェイアール四国バス・京阪バス共同運行
  - 阿波エクスプレス京都号 徳島駅 - 淡路IC - 名神高槻 -  名神大山崎 - 京都駅
- 本四海峡バス・神姫バス共同運行
  - 北淡路西海岸ライン  斗ノ内 - 淡路高校前 - 富島中 - 富島東 - 北淡震災記念公園下 - 野島大石 - 野島大川 - 岩屋ポートターミナル/禅坊靖寧前 − 兵庫県立淡路島公園(ニジゲンノモリF駐車場） - 高速舞子 - （三宮BT）

#### 路線バス
- 淡路交通が津名港以南を運行。縦貫線の1路線が市内を走っている。
- 本四海峡バスが鮎原線を運行。
- 岩屋地区で岩屋コミバス「バンバンバス」が2009年10月1日より運行している。
- 淡路市生活観光バス路線「あわ神あわ姫バス」が市北部で2013年10月1日より、市南部で2019年10月1日より運行している。
- 山田地区で山田デマンド交通「ハピバス山田号」が運行されている。
- 興隆寺地区で「興隆寺地域マイカーボランティア交通（興隆寺おでかけ号）」が運行されている。

### 道路

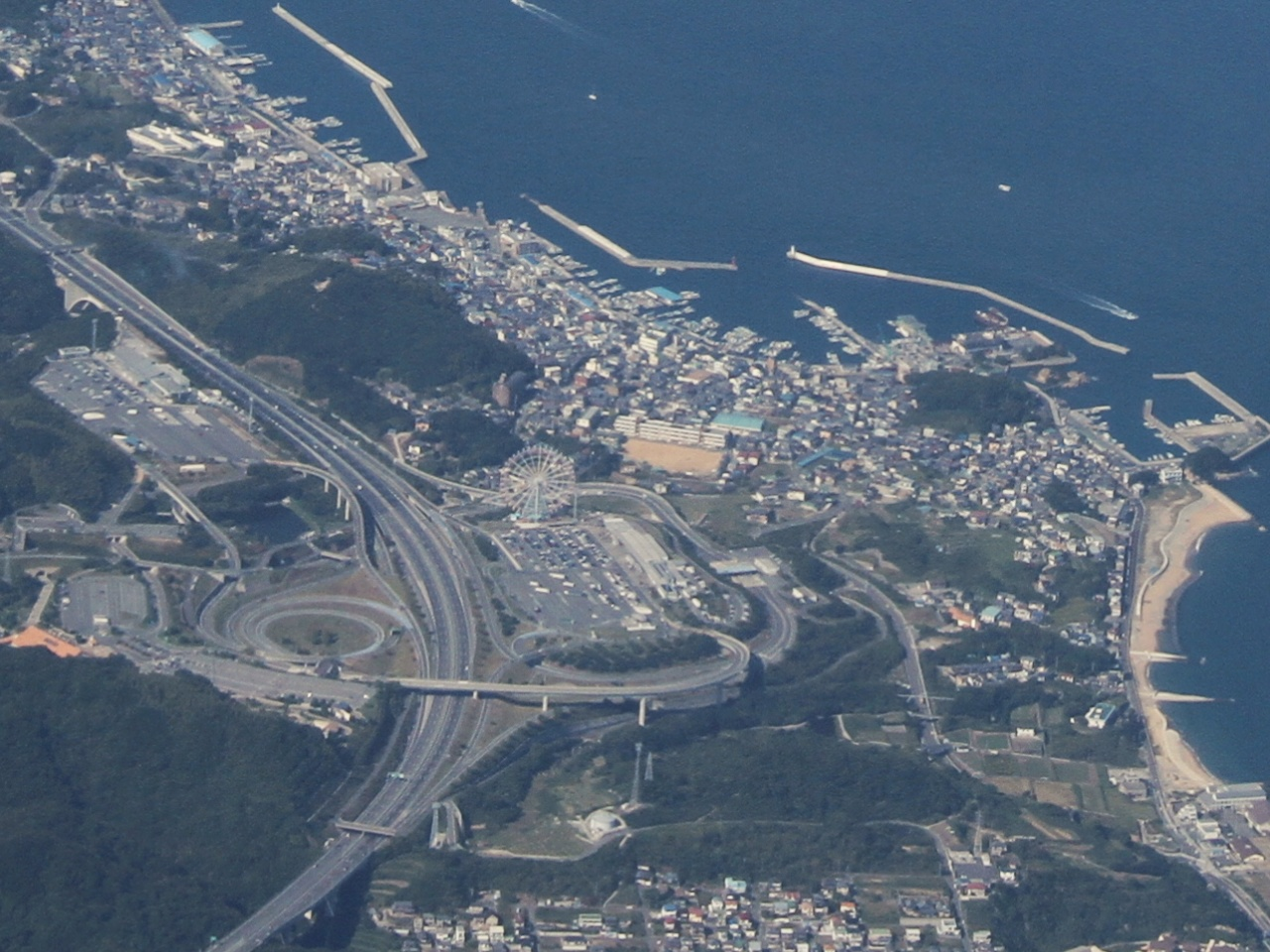
神戸淡路鳴門自動車道
上空から見た淡路サービスエリア付近の様子。海側に岩屋港などを見る

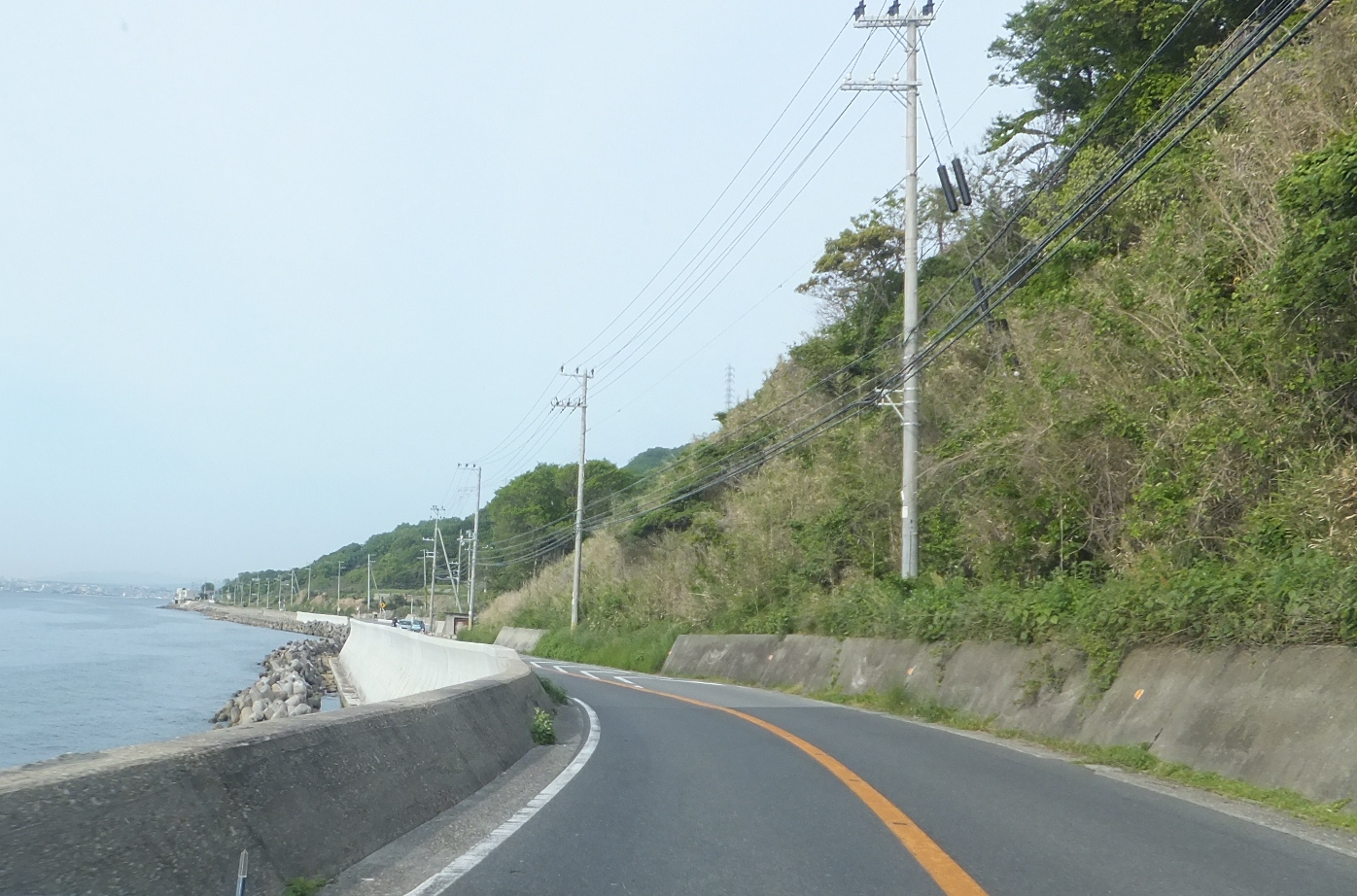
兵庫県道31号福良江井岩屋線（野島驫木にて）

#### 高速道路
- E28神戸淡路鳴門自動車道
  - 淡路インターチェンジ（淡路サービスエリア） - 東浦インターチェンジ - 北淡インターチェンジ - 室津パーキングエリア - 津名一宮インターチェンジ

#### 一般国道
- 国道28号

#### 県道
主要地方道
- 兵庫県道31号福良江井岩屋線（淡路サンセットライン）
- 兵庫県道66号大谷鮎原神代線
- 兵庫県道71号富島久留麻線
- 兵庫県道88号志筑郡家線（くにうみライン）

一般県道
- 兵庫県道123号生穂育波線
- 兵庫県道157号佐野仁井岩屋線
- 兵庫県道230号江井港線
- 兵庫県道460号野島浦線
- 兵庫県道462号仁井黒谷線
- 兵庫県道463号室津志筑線
- 兵庫県道464号尾崎志筑線
- 兵庫県道465号多賀洲本線
- 兵庫県道466号鮎原江井線
- 兵庫県道467号木曽上中田線
- 兵庫県道468号明神安乎線
- 兵庫県道469号上内膳塩尾線

#### 市道
- 淡路市道の確認について

### 船舶

#### 地方港湾
- 岩屋港

あわじ交流の翼港海の駅

  - 明石淡路フェリー（2010年10月休止、2012年6月に正式に廃止）
  - 淡路ジェノバライン（2007年4月以降は唯一の本土と淡路島を結ぶ旅客船会社）
- あわじ交流の翼港（あわじ交流の翼港海の駅）
- 浦港
かつては淡路フェリーが長田港、淡路連絡汽船が神戸港中突堤行きの航路を運航していた。
- 大磯港
明石海峡大橋開通まで淡路フェリーボートが須磨港（深夜以外）・神戸ハーバーランド（深夜）までの航路を運航していた。（片道須磨まで45分、ハーバーランドまで65分）
現在は高速舞子・三ノ宮駅・新神戸駅行きの路線バスが発着している。
淡路フェリー乗り場の跡地に三洋エナジー東浦とラジオ関西送信所がある。
- 津名港
  - この港を発着する旅客船・フェリーは2007年2月までにすべて廃止され、廃止後はバスターミナル化している。
  - 過去にはフェリーとして甲子園高速フェリー・南海淡路ライン（旧大阪湾フェリー）、旅客船として共同汽船・淡路エアポートライン・大阪淡路ラインなどが就航していた。
- 山田港
- 江井港
- 郡家港
- 室津港

#### 漁港
- 仮屋漁港
- 富島漁港 - 漁港であるが、2008年まで明石港との旅客航路が運航されていた。
- 浅野漁港
- 育波漁港
- 尾崎漁港
- 釜口漁港
- 岩屋漁港
- 野島漁港
- 桃川漁港

## 名所・旧跡・観光スポット・温泉・祭事・催事

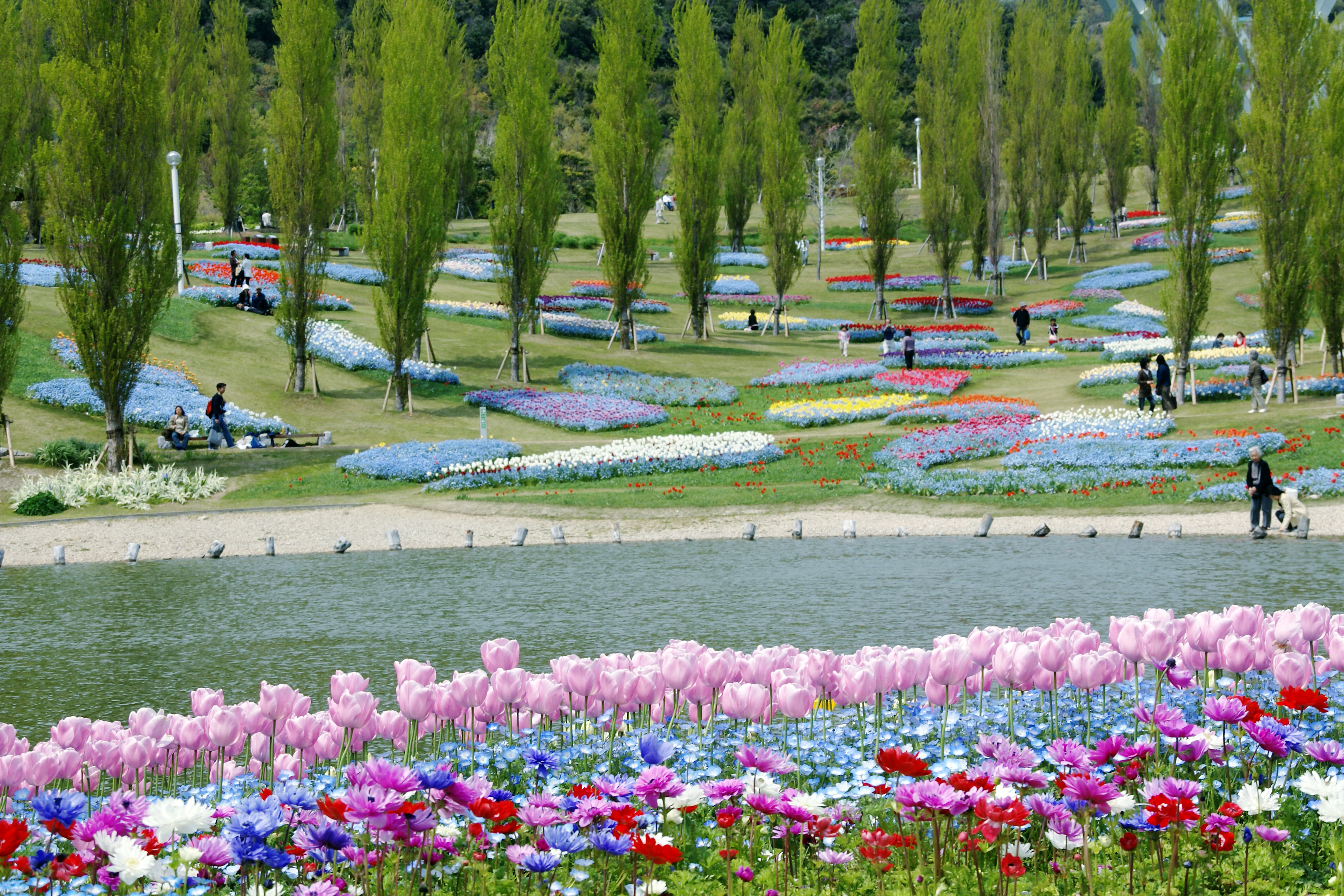
国営明石海峡公園

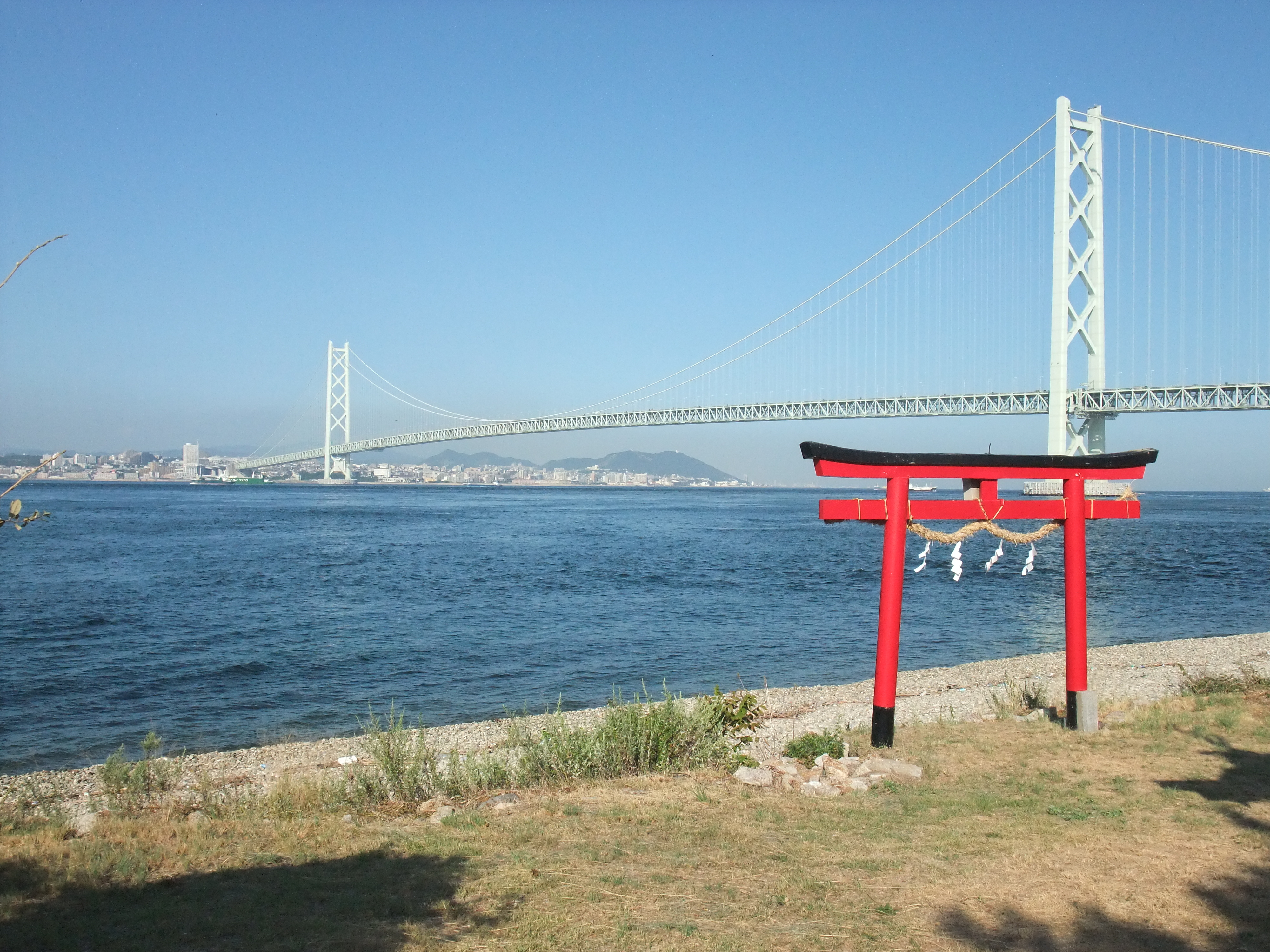
松帆崎

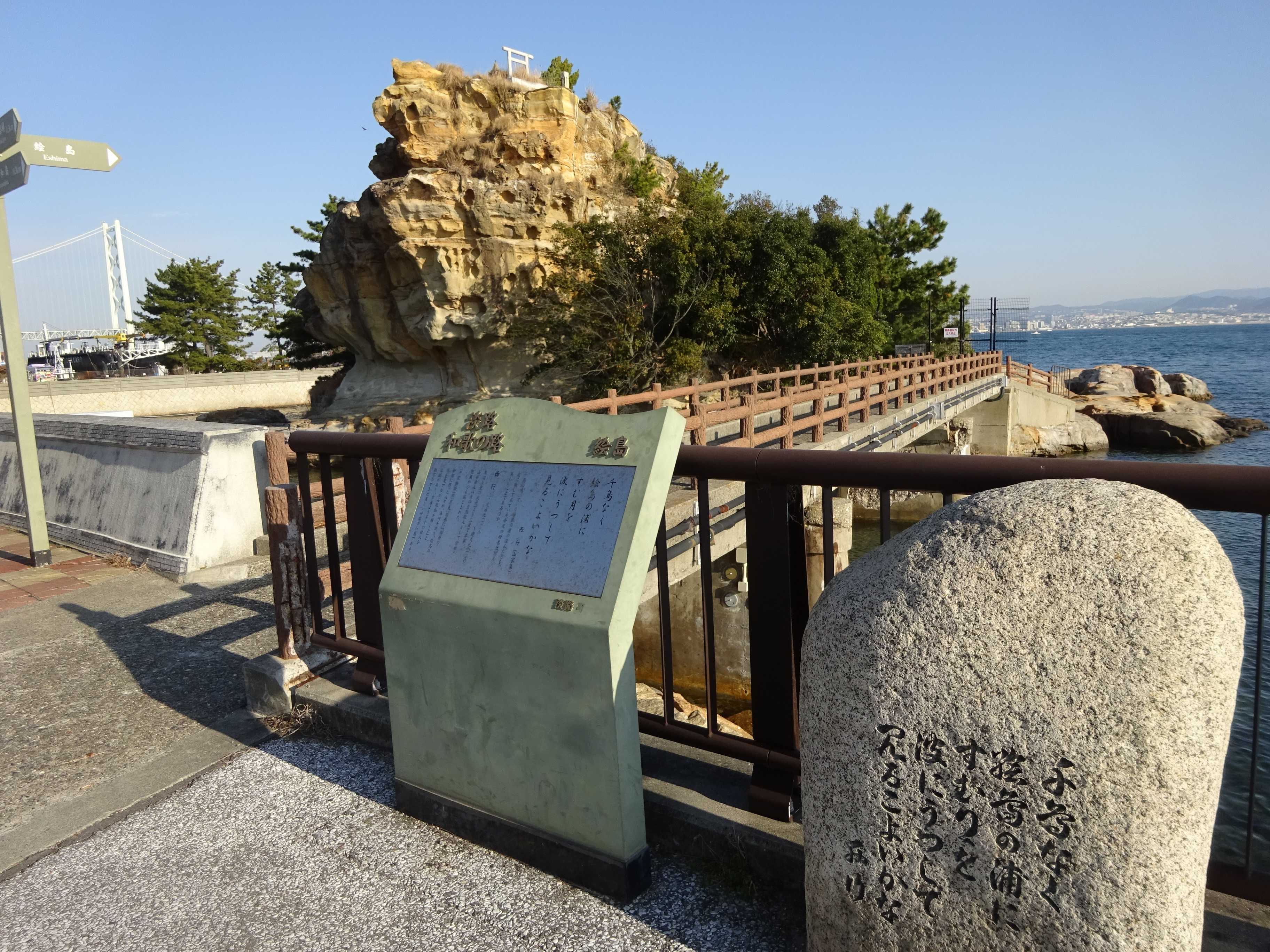
絵島

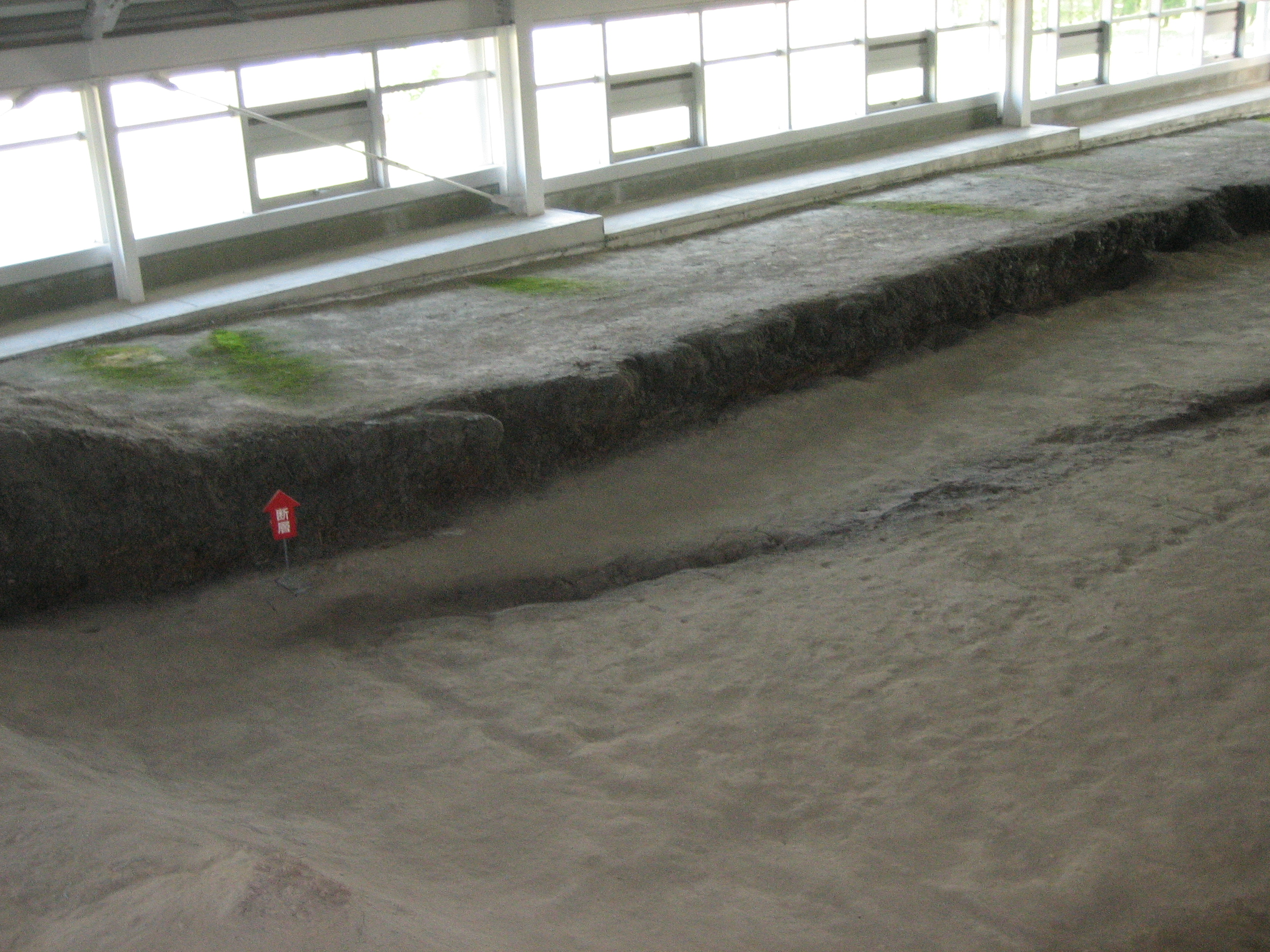
野島断層

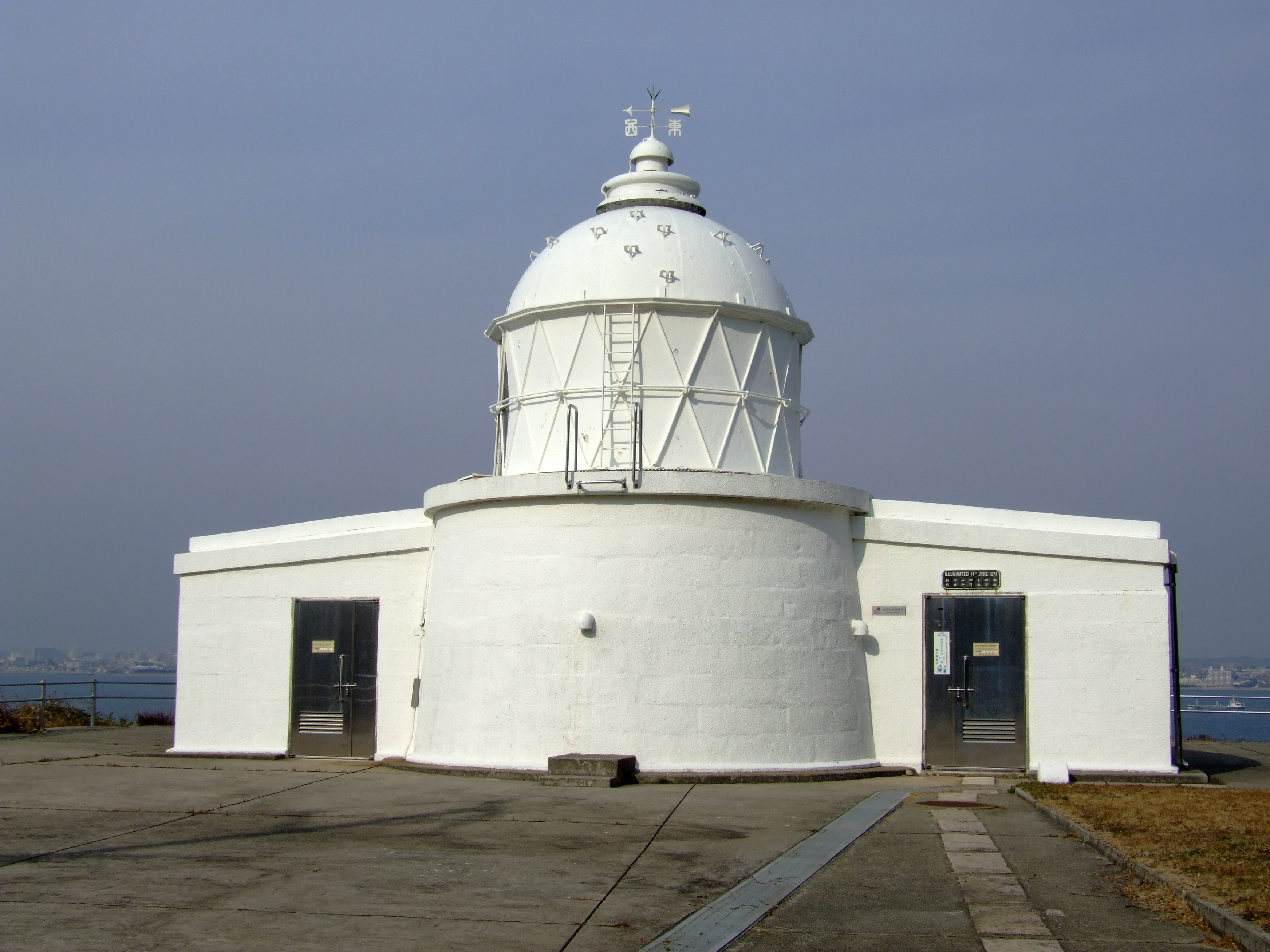
江崎灯台

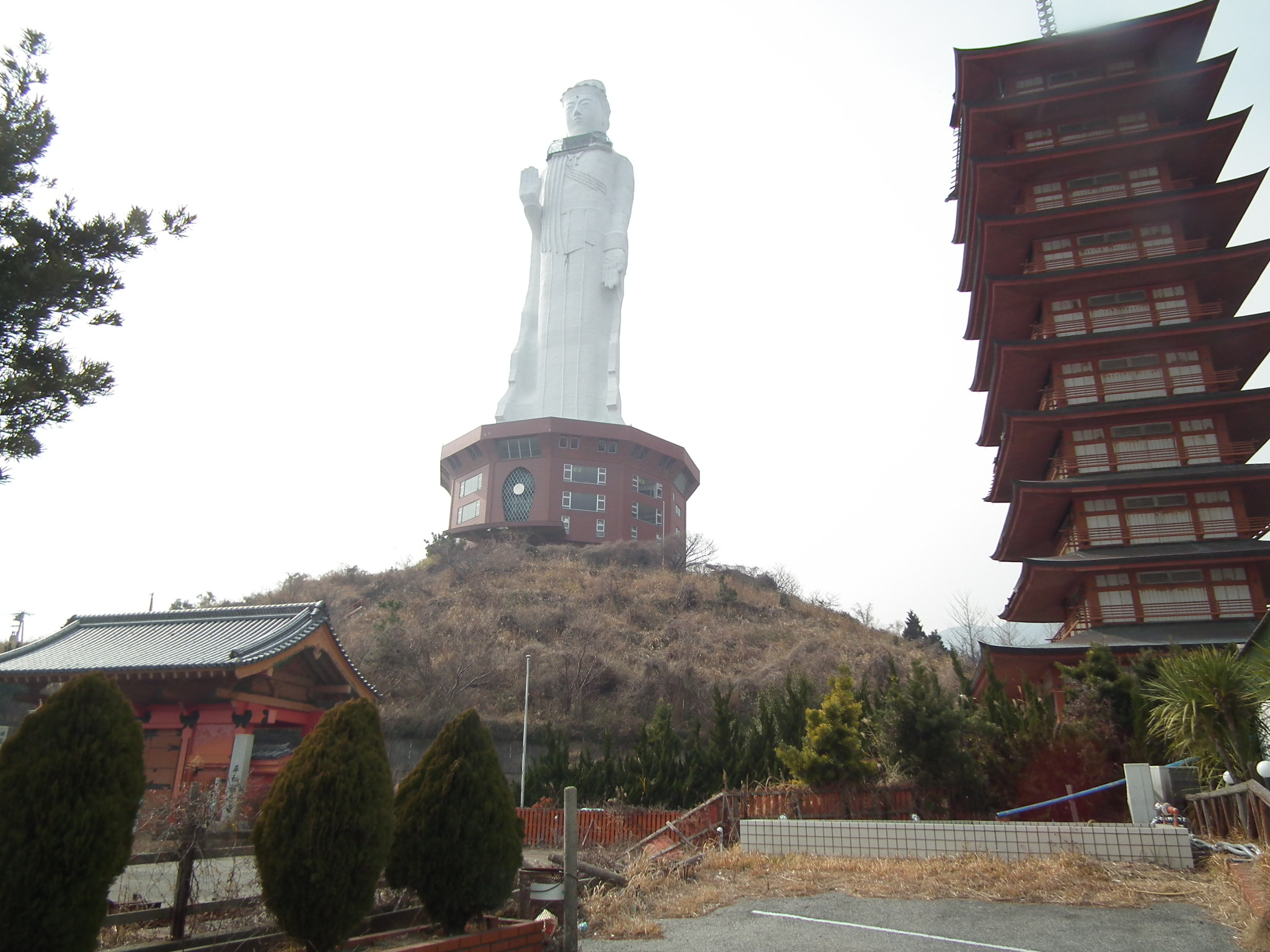
平和観音寺

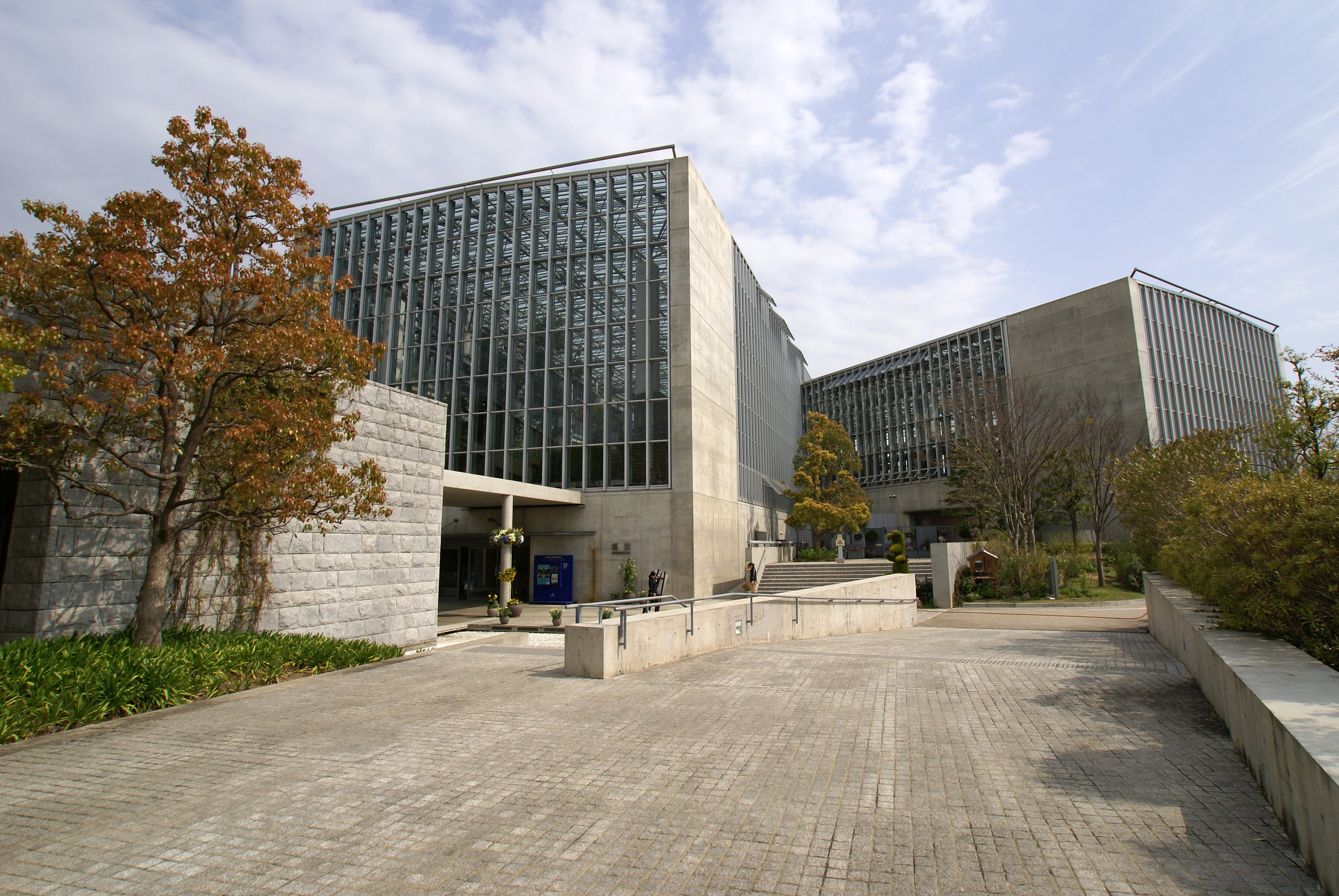
兵庫県立淡路夢舞台温室あわじグリーン館

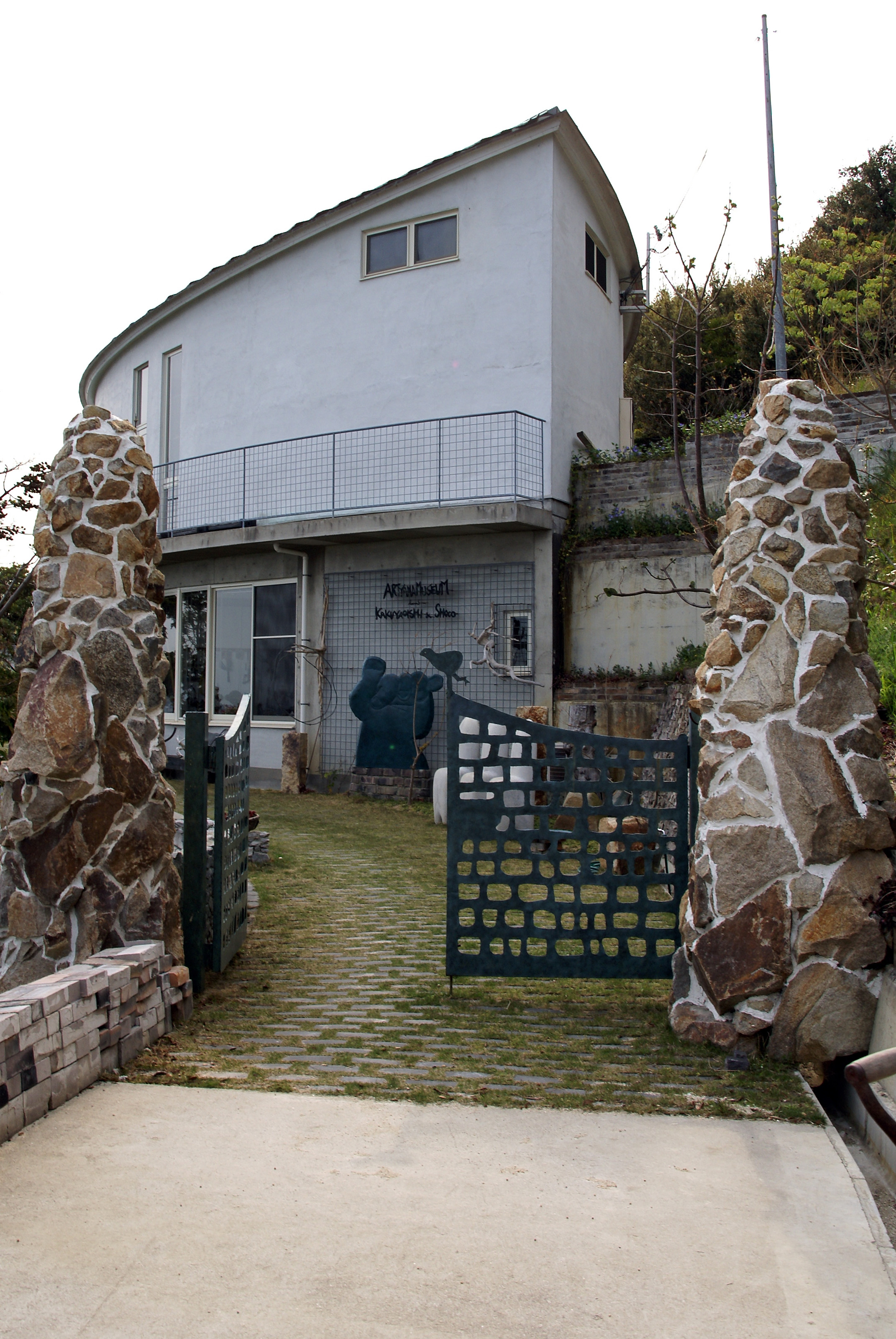
大石可久也美術館

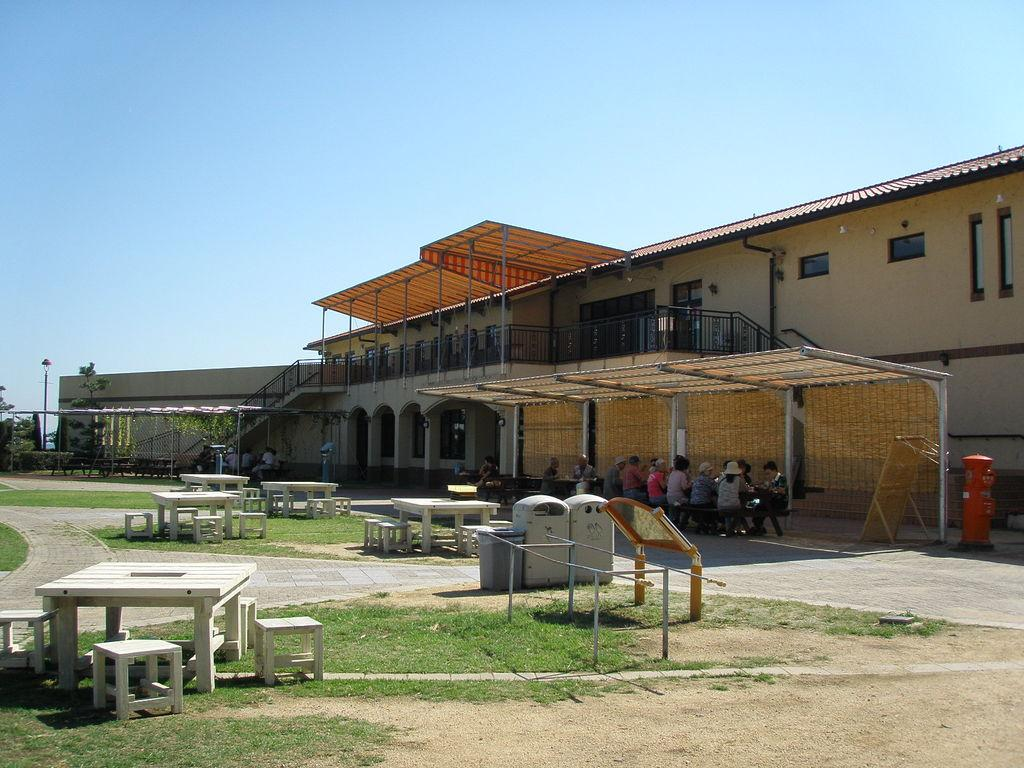
道の駅あわじ

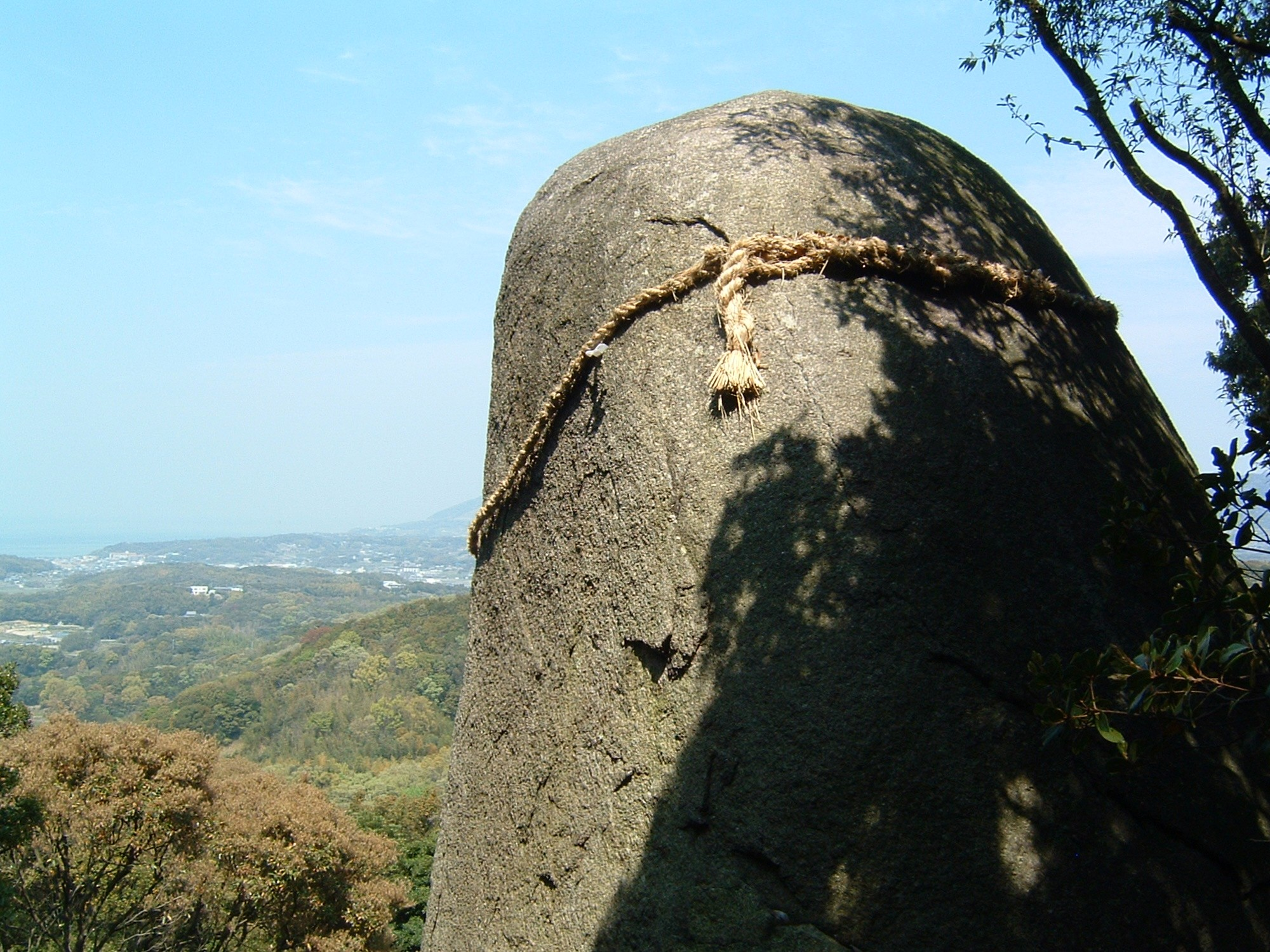
岩上神社の磐座

### 史跡・寺社
- 佃遺跡 - 縄文時代後期の西日本最大級の集落跡遺跡。出土品589点が兵庫県指定有形文化財（兵庫県立考古博物館保管）。
- 五斗長垣内遺跡 - 弥生時代後期の国内最大級の鉄器製造群落遺跡。国の史跡に指定。
- 貴船神社遺跡 - 古墳時代後期の製塩遺跡。
- 絵島 - 淡路島の北端に浮かぶ架橋された離島で、国生み神話に登場する「おのころ島」伝承地の一つ。兵庫県指定名勝。
- 岩屋城跡 - 戦国時代の遺構。安宅氏居城。
- 松帆の浦・松帆崎 - 小倉百人一首に収められている「来ぬ人をまつほの浦の夕なぎに焼くや藻塩の身もこがれつつ」（藤原定家）の舞台である。
  - 徳島藩松帆台場跡 - 幕末の砲台跡。国の史跡に指定。
  - 江埼灯台 - リチャード・ブラントン設計の保存灯台。
- 伊弉諾神宮 - 国生み神話に登場するイザナギ、イザナミの尊を祭神とする。淡路国一宮、名神大社、官幣大社。
- 岩上神社 - 巨石「神籬岩（ひろもぎいわ）」を祀る磐座信仰の神社。本殿が県指定有形文化財。
- 岩樟神社
- 西濱大明神
- 松帆神社 - 楠木正成縁の神社。国の重要美術品認定の太刀（銘「一」、備前一文字派の作）を所蔵する。
- 伊勢久留麻神社
- 常隆寺 - 桓武天皇の勅願寺。境内に県指定天然記念物のスダジイとアカガシの群落。
- 東山寺 - 本堂及び山門は淡路最古の木造建築物。国の重要文化財指定の薬師如来像と十二神将像を安置する。
- 本福寺 - 真言宗御室派別格本山。安藤忠雄設計の水御堂がある。井植歳男の菩提寺。
- 妙勝寺 - 足利尊氏縁の古刹。境内に県指定名勝の池泉観賞式庭園。
- 八浄寺 - 淡路島七福神霊場の総本山として我国唯一の宝塔「瑜祇七福宝塔」が建立される。淡路島の奇祭「回り弁天」発祥の寺。
- 圓城寺 - 八浄寺の奥の院る。本尊の2体の秘仏聖観世音菩薩が、平安時代作で兵庫県指定の重要文化財。境内の庭園は、中根金作。淡路島屈指のサクラの名所。
- 世界平和大観音（平和観音寺）- 閉園。

### 博物館・資料館など
- 淡路市北淡歴史民俗資料館
- 中浜稔猫美術館
- 淡路大磯アート山・大石可久也美術館
- 淡路市立陶芸館

### 温泉・銭湯

#### 温泉
- 岩屋温泉

#### 銭湯
- 扇湯 - 岩屋温泉の温泉を引湯している。
- 丸吉湯

### 文化施設・運動施設など
- 兵庫県立淡路文化会館
- しづかホール - 島内唯一の音楽専用ホール。
- 兵庫県立淡路佐野運動公園（ボールパークあわじ） - 2002年の2002 FIFAワールドカップではイングランド代表チームのキャンプ地となった。2004年のアジアカップでは同じ場所でカタール代表チームが合宿を行った。
- 淡路ワールドパークONOKORO
- 吹き戻しの里
- 東浦サンパーク
- 淡路夢舞台
  - 兵庫県立淡路夢舞台国際会議場
  - 兵庫県立淡路夢舞台温室あわじグリーン館（旧・奇跡の星の植物館）
  - グランドニッコー淡路（旧・ウェスティンホテル淡路リゾート&コンファレンス）

### 公園
- 瀬戸内海国立公園
- 国営明石海峡公園（淡路地区）
- 兵庫県立淡路島公園
- 北淡震災記念公園 - 兵庫県南部地震（阪神・淡路大震災）の震源付近にある野島断層（旧・北淡町域）を保存している施設である。
- 兵庫県立淡路香りの公園
- 静の里公園 - 旧・津名町がふるさと創生交付金で購入した1億円の金塊が、2010年5月まで展示されていた[12]。
- 兵庫県立あわじ花さじき

### 岬
- 明神岬

### 海水浴場
- 岩屋海水浴場
- 浦県民サンビーチ
- 東浦グリーンビーチ
- 北淡県民サンビーチ
- 北淡室津ビーチ
- 尾崎海水浴場
- 多賀の浜海水浴場
- 江井海水浴場

### その他
- 道の駅あわじ
- 道の駅東浦ターミナルパーク
- 塩屋橋（登録有形文化財）
- パルシェ（香りの館、香りの湯、特産館）
- 産直淡路島 赤い屋根
- のじまスコーラ
- HELLO KITTY SMILE

## 出身人物
| - 青木庸效（仮屋町出身。英語学者、神戸大学名誉教授） - 天毛政吉（富島村机浦出身。淡路のジョン万次郎） - 井植歳男（三洋電機創業者） - 石浜豊蔵（丸石製薬創業者） - 井高帰山（生穂村八畑出身。陶芸家） - 伊藤祐樹（社会人野球選手） - 井上民二（生態学者） - 岩木躑躅（生穂村出身。俳人） - 植村文楽軒（人形浄瑠璃・文楽座の始祖） - 魚住孝幸（物理学者、大阪府立大学大学院教授） - 打越元久（歌手） - 大石可久也（釜口村出身。洋画家） - 太田實（内務官僚・衆議院議員・実業家） - 大鳴門灘右エ門（大相撲力士・大関・八角） - 奥田雀草（遠田村出身。俳画家、奥田亡羊の祖父） - かみじょうたけし（ピン芸人・松竹芸能） - 経塚幸夫（元衆議院議員） - 久住章（左官職人） - 幸いってん（浪曲師） - 小高正宏（ロス五輪男子重量挙げ56kg級銅メダリスト） - 児玉弘義（元プロ野球選手） - 近藤賢二（実業家） - 笹野高史（俳優） - 志田重男（社会運動家） - 志智嘉九郎（郡家村出身。神戸市立図書館館長） - 四宮米蔵（江戸後期の囲碁棋士） - 鈴木重胤（江戸後期の国学者） - 高田蝶衣（俳人） - 竹地志帆（陸上競技選手） - 立木兼善（政治家） - 樽井眞邦（写真家） - 近本光司（プロ野球選手） - 長尾強司（元プロバスケットボール選手） - 長田あつし（演歌歌手・元殿さまキングス） - 中田修（精神医学者、東京医科歯科大学名誉教授） - 中田正一（農学者、NGO「風の学校」創設者） - 西川光二郎（佐野村出身。社会運動家） - 忍頂寺梅谷（志筑出身。江戸後期の南画家） - 忍頂寺聴松（志筑出身。幕末の漢学者） - 忍頂寺務（志筑出身。近世歌謡研究家） - 畠田昌福（内務官僚・警察官僚・陸軍司政官） - 八陣信蔵（大相撲力士、大坂相撲横綱・小野川） - 原健三郎（元衆議院議長、作家） - 日田重太郎（仮屋浦出身。出光佐三を支えた資産家） - 広沢駒蔵（浪曲の名跡） - 福家雅明（元プロ野球選手） - 正本順三（高分子化学者、紫綬褒章受章） - 松下むめの（浦村出身。松下幸之助の妻「神様の女房」のモデル） - 村西良太（プロ野球選手） - 森わさ（教育者、神戸学院大学附属高等学校創立者） - 八尾善四郎（実業家、兵庫運河完成に貢献） - 山口春吉（山口組初代組長） - 山本大貴（アマチュア野球選手） - 寄神美好（寄神建設創業者、藍綬褒章受章） - 渡哲也（俳優、出生地は島根県安来市） - 渡瀬恒彦（渡哲也の実弟で俳優） |

### ゆかりの人物
- 阿曇浜子（野島の海人）
- 桂吉弥（落語家。祖母が淡路市室津出身）
- 田島征彦（絵本作家。淡路市黒谷在住）
- 西村康稔（衆議院議員。祖母が淡路市岩屋出身）
- 八陣政五郎（大相撲力士。津名郡岩屋浦出身説もある）
- 上田岳弘（芥川賞作家。父が淡路市尾﨑出身、母が淡路市生穂出身）
- 日置有紀（車椅子モデル、女優）

## 淡路市が舞台となった小説・映画・テレビドラマ

### 映画
- 火天の城
- 夏の終り
- 種まく旅人 くにうみの郷
- あったまら銭湯